# Postura

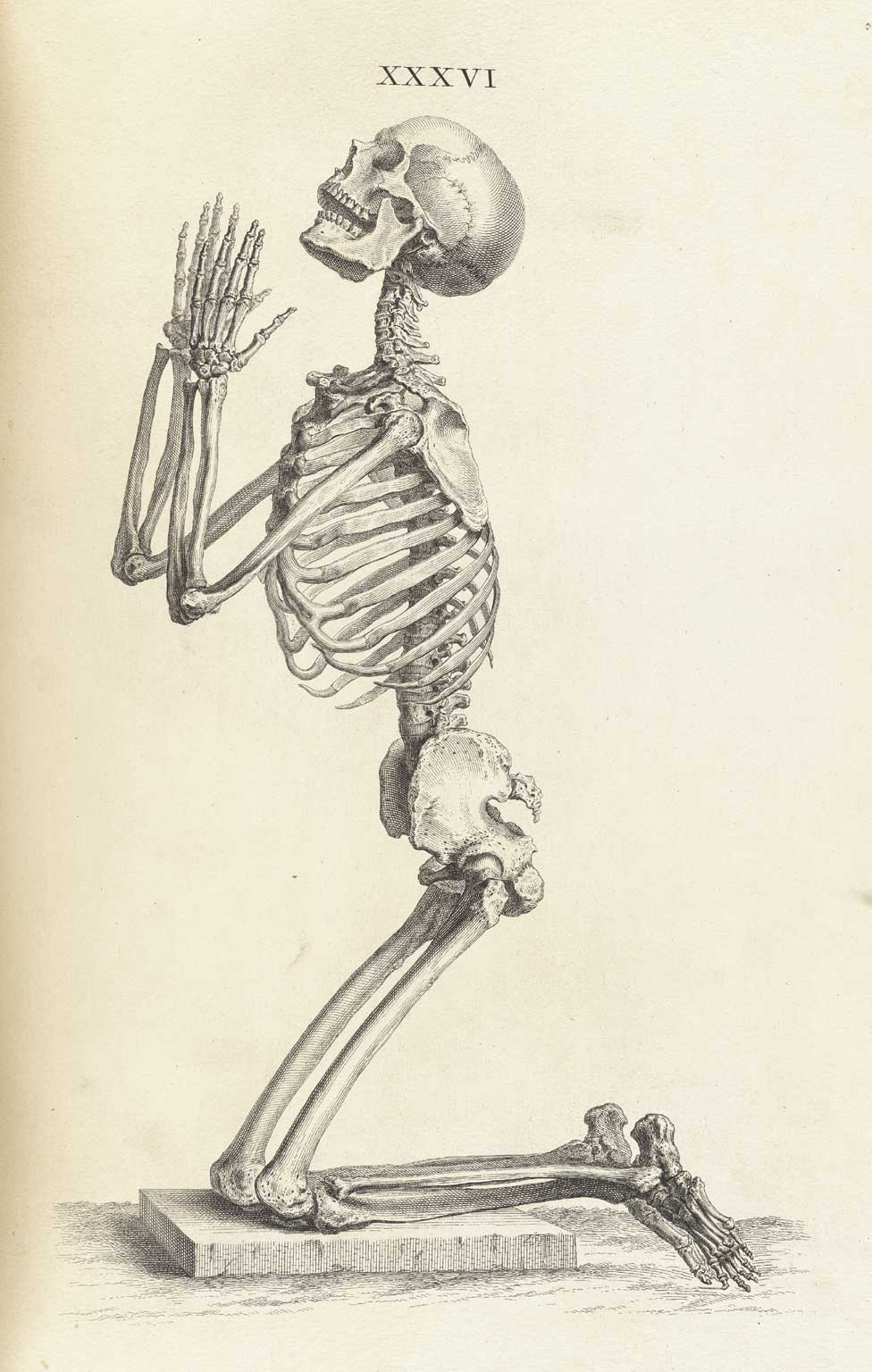
Prayer, de Cheselden

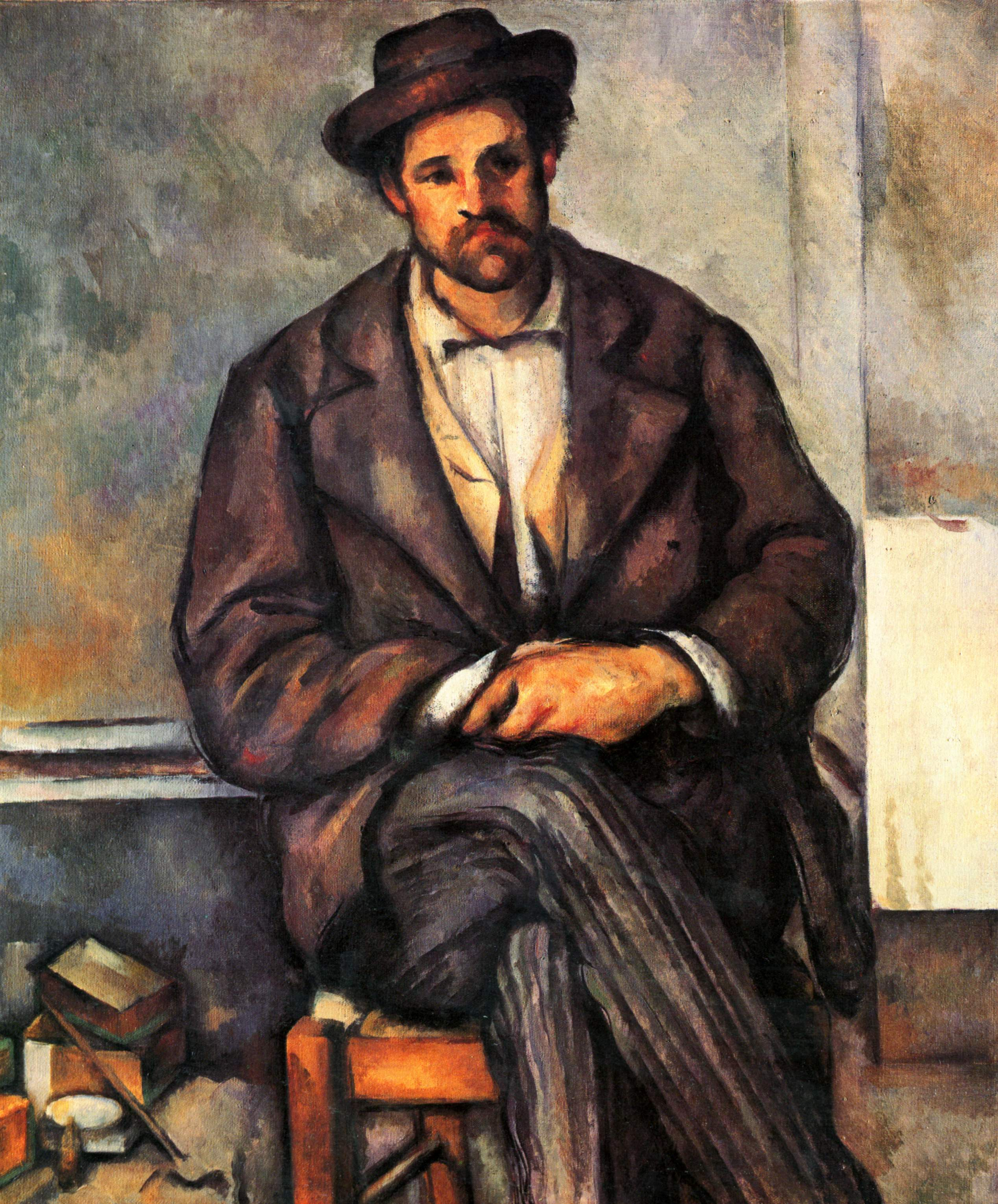
Retrato, de Cézanne

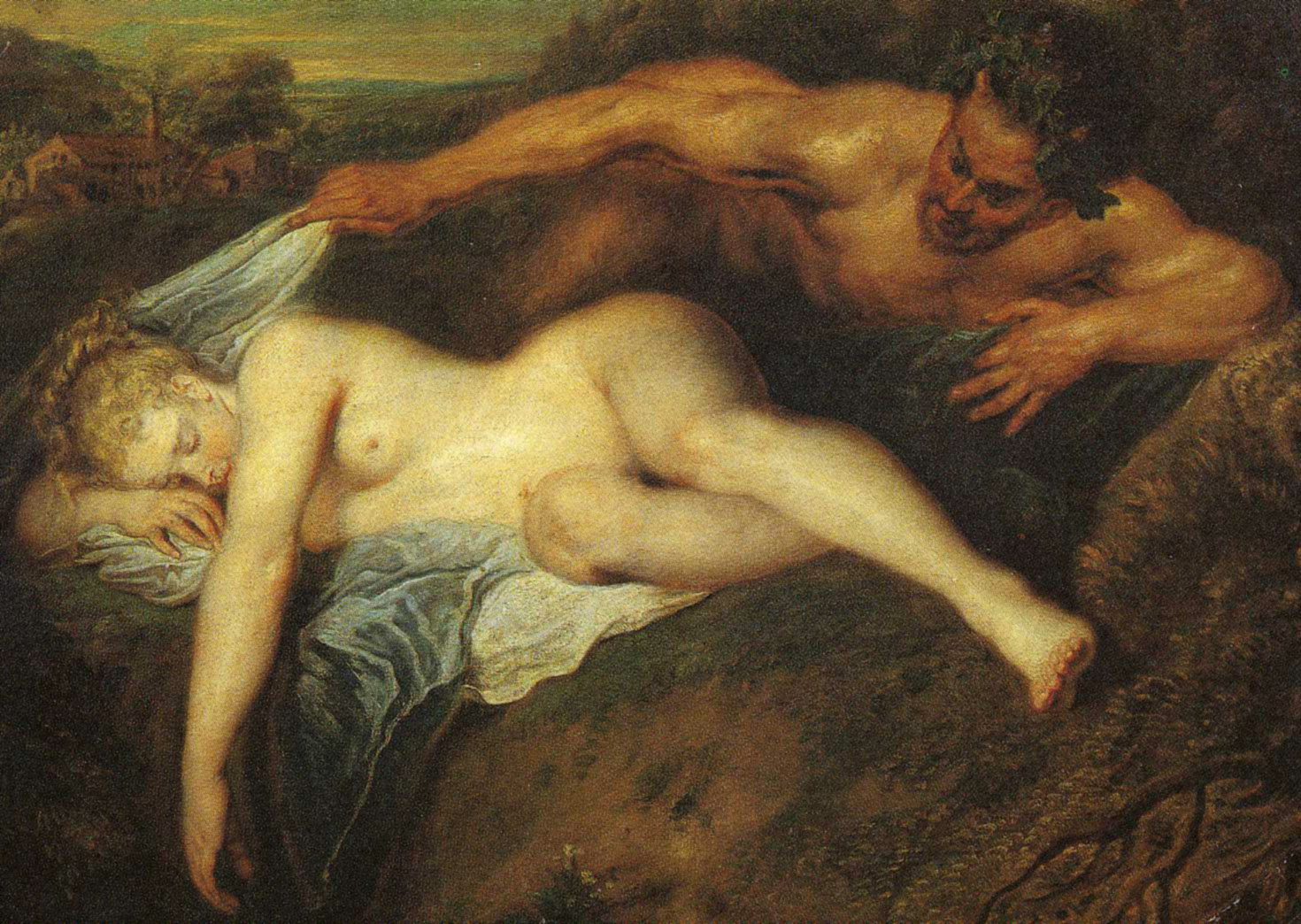
Júpiter y Antíope, de Watteau.

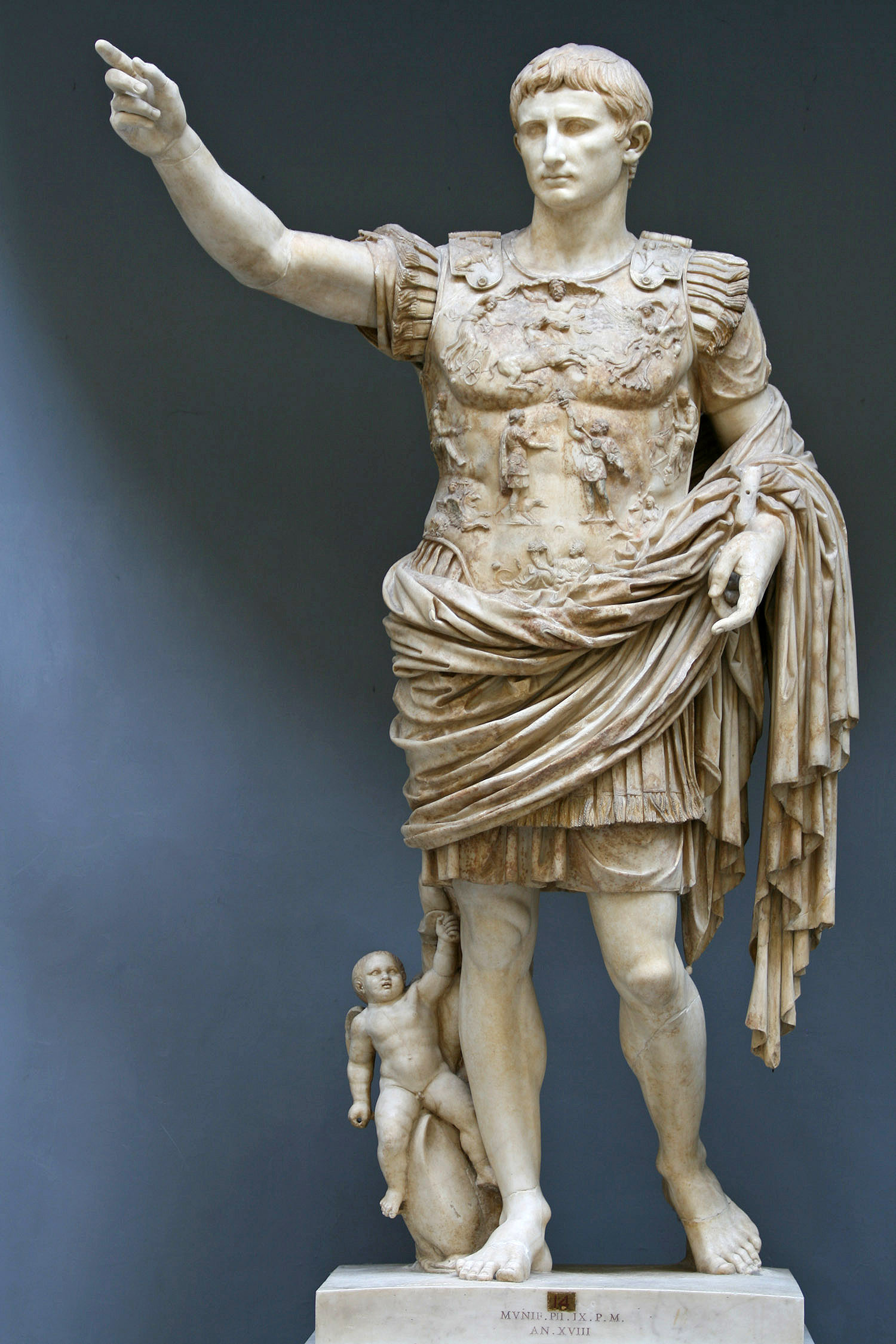
Augusto de Prima Porta, un ejemplo de contrapposto en la escultura antigua.

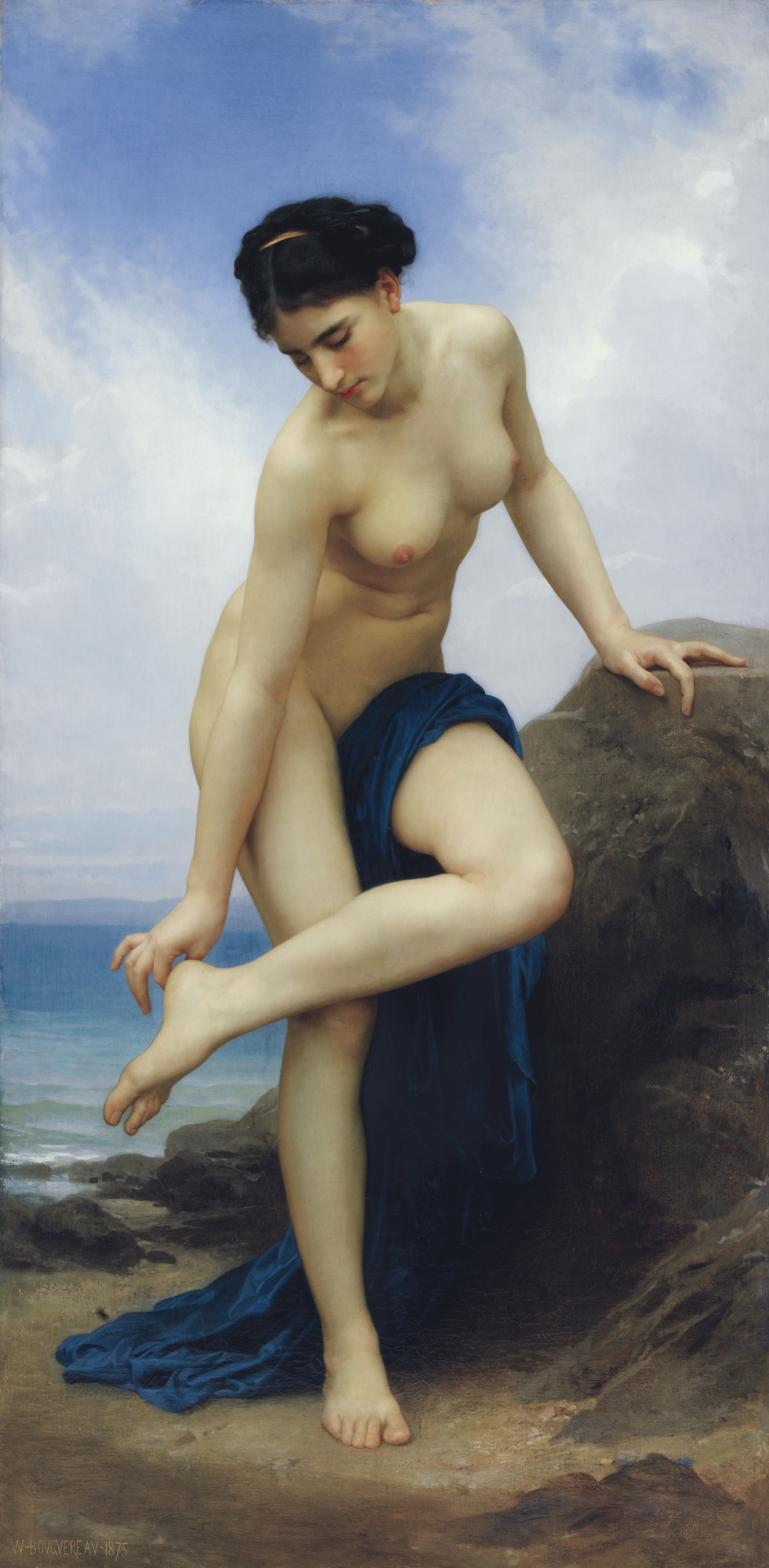
Tras el baño, de Bouguereau.

Postura (del latín positura), es el modo en que una persona, animal o cosa está "puesta", es decir, su posición, acción, figura o situación. Pose es la postura poco natural, especialmente la que los artistas solicitan que mantengan sus modelos. Por extensión, también se denomina "pose" a los comportamientos y formas de hablar afectados y pretenciosos, o al fingimiento.

## Postura corporal
La postura corporal es la relación de las posiciones de todas las articulaciones del cuerpo y su correlación entre la situación de las extremidades con respecto al tronco y viceversa. O sea, es la posición del cuerpo con respecto al espacio que le rodea y como se relaciona el sujeto con ella y está influenciada por factores: culturales, hereditarios, profesionales, hábitos (pautas de comportamiento), modas, psicológicos, fuerza, flexibilidad, etc.
Existen denominaciones técnicas para cada una de las posturas corporales o distintas posiciones que adopta el cuerpo humano, como pueden ser:
- Clinoposición, vulgarmente "tumbado" o "yacente".[1]
  - Decúbito supino (supinación), vulgarmente "boca arriba".
  - Decúbito prono (pronación), vulgarmente "boca abajo".
  - Decúbito lateral, vulgarmente "de lado".
- Ortostatismo u ortostasis, vulgarmente "de pie".[2]
- Sedestación, vulgarmente "sentado".
- Vulgarmente "en cuclillas".[3]
- Vulgarmente "arrodillado" (en términos religiosos genuflexión).

Enfermedades relacionadas con vicios posturales son:
- Escoliosis: la columna se mueve a un lado.
- Lordosis: curvatura en la zona lumbar.
- Cifosis: curvatura de la espalda de 45° o más originando una joroba.

Según criterios mecánicos la "postura ideal" se define como la que utiliza la mínima tensión y rigidez, y permite la máxima eficacia. Y permite a la vez un gasto de energía mínimo. Es aquella que para permitir una función articular eficaz, necesita flexibilidad suficiente en las articulaciones de carga para que la alineación sea buena, está asociada a una buena coordinación, a los gestos "elegantes" y a la sensación de bienestar. 

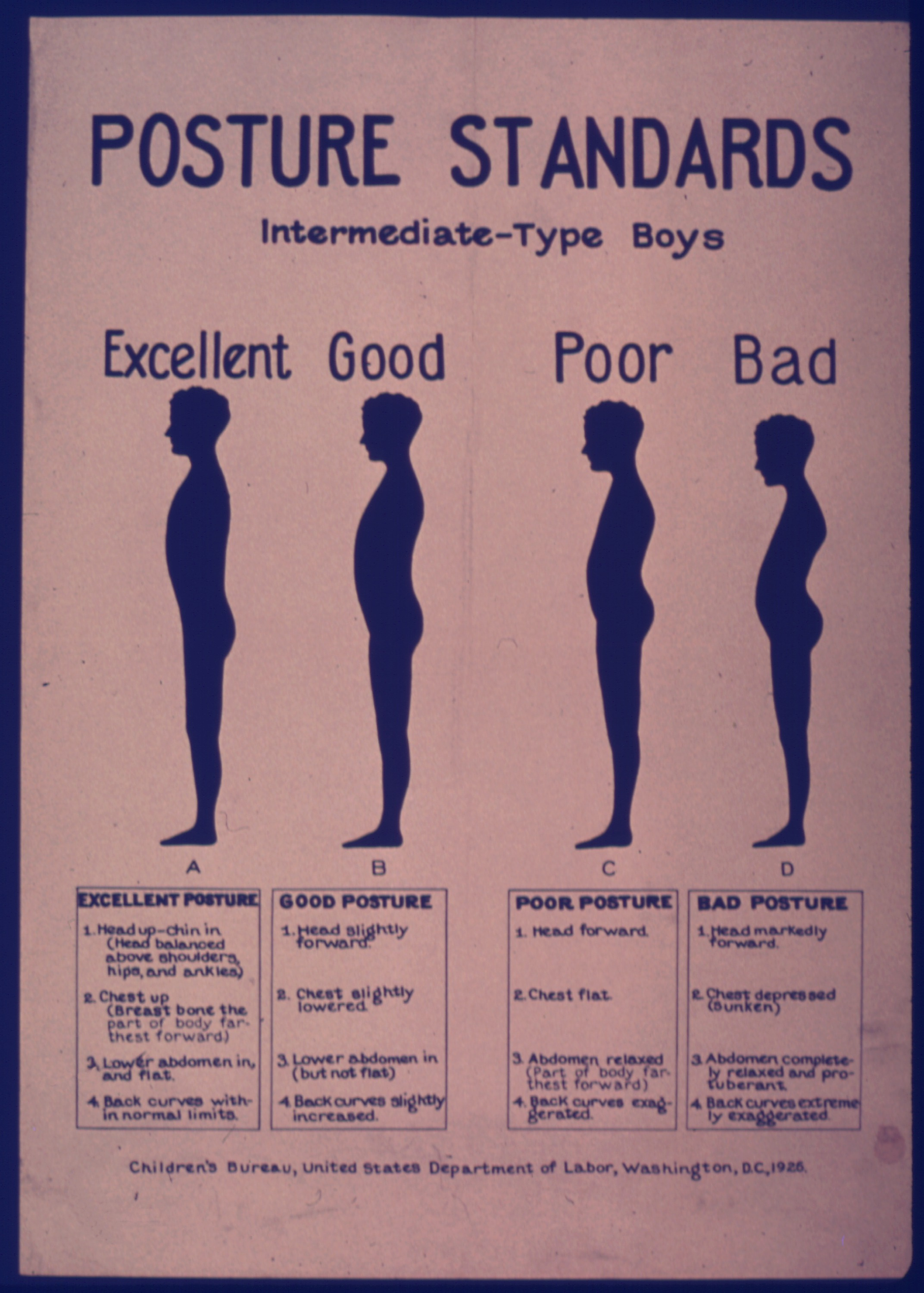
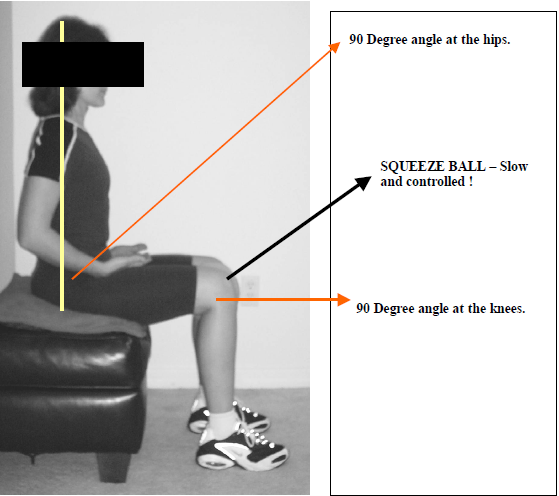
Postura recomendada y posturas nocivas para trabajar sentado ante el ordenador.

La postura se determina y mantiene mediante la coordinación de los diferentes músculos que mueven los miembros, mediante la propiocepción o "sensibilidad cinestesica" y mediante el sentido del equilibrio. 
La actitud postural se define como la disposición física externa, que reproduce la disposición o actitud interna y la forma de relacionarse con el entorno. Abarca tres dimensiones: orientación espacial, sostén y expresión. "`[...] la actitud postural es el resultado final de un largo proceso por el que se equilibra bípedamente el ser humano [...]"; para lograrla es más bien necesaria una "educación de la actitud" que una "educación postural".

## Pose de un modelo

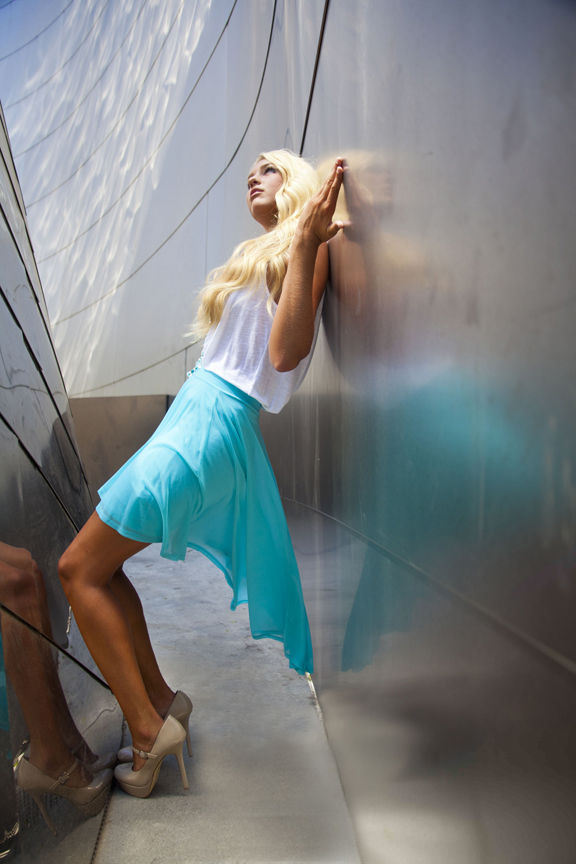
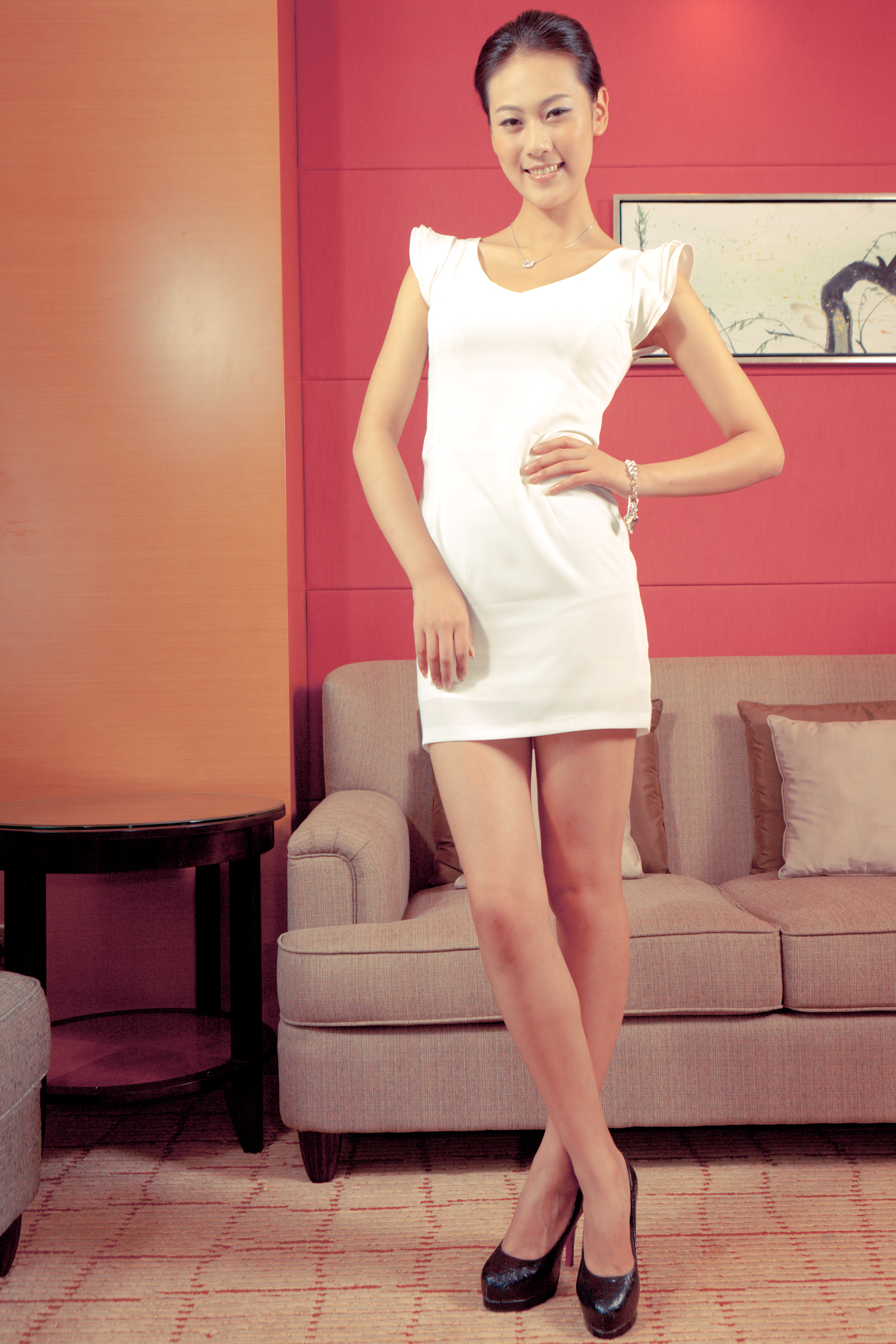
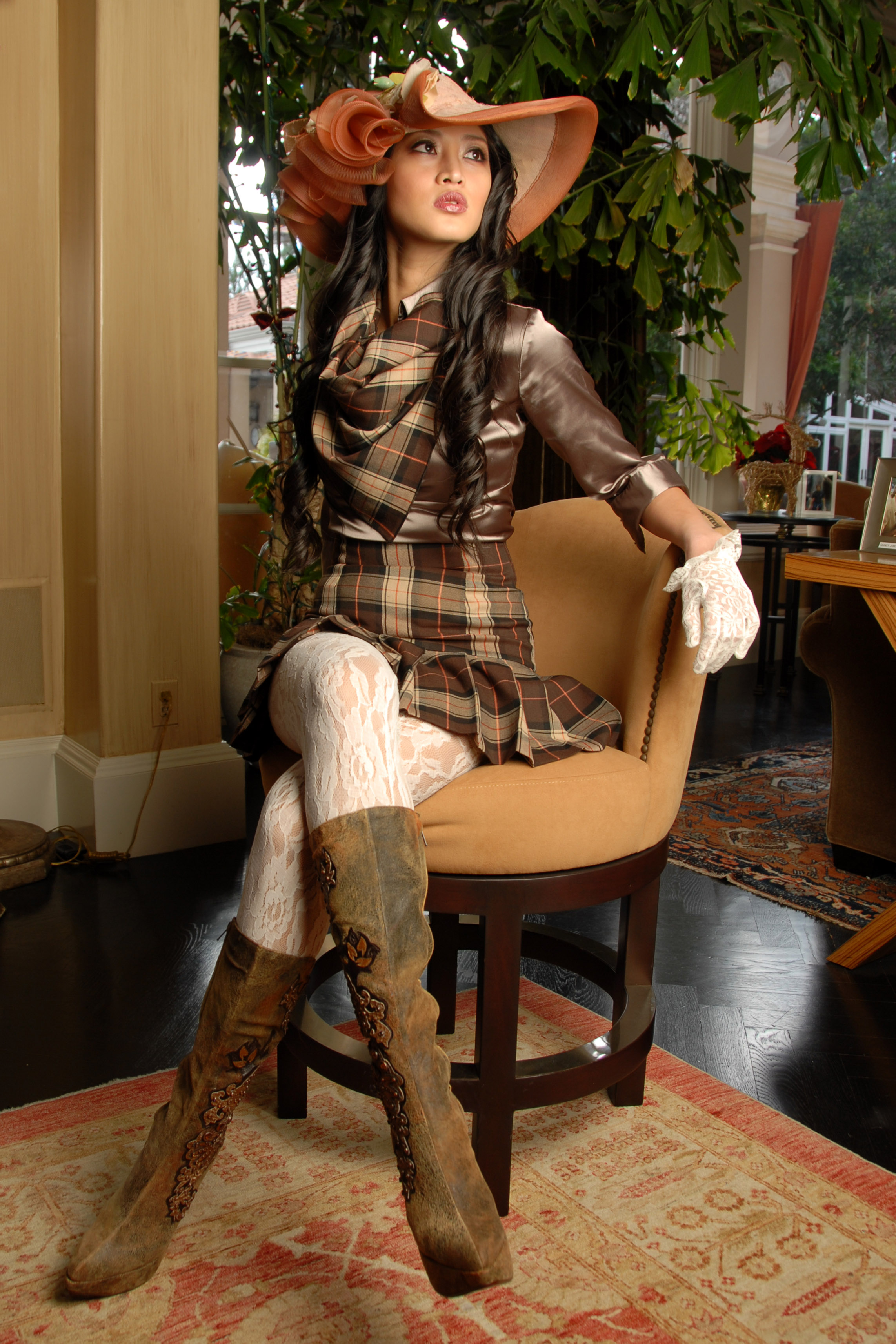

## Posturas de baile
En la danza (ballet) se codifican distintas posturas.

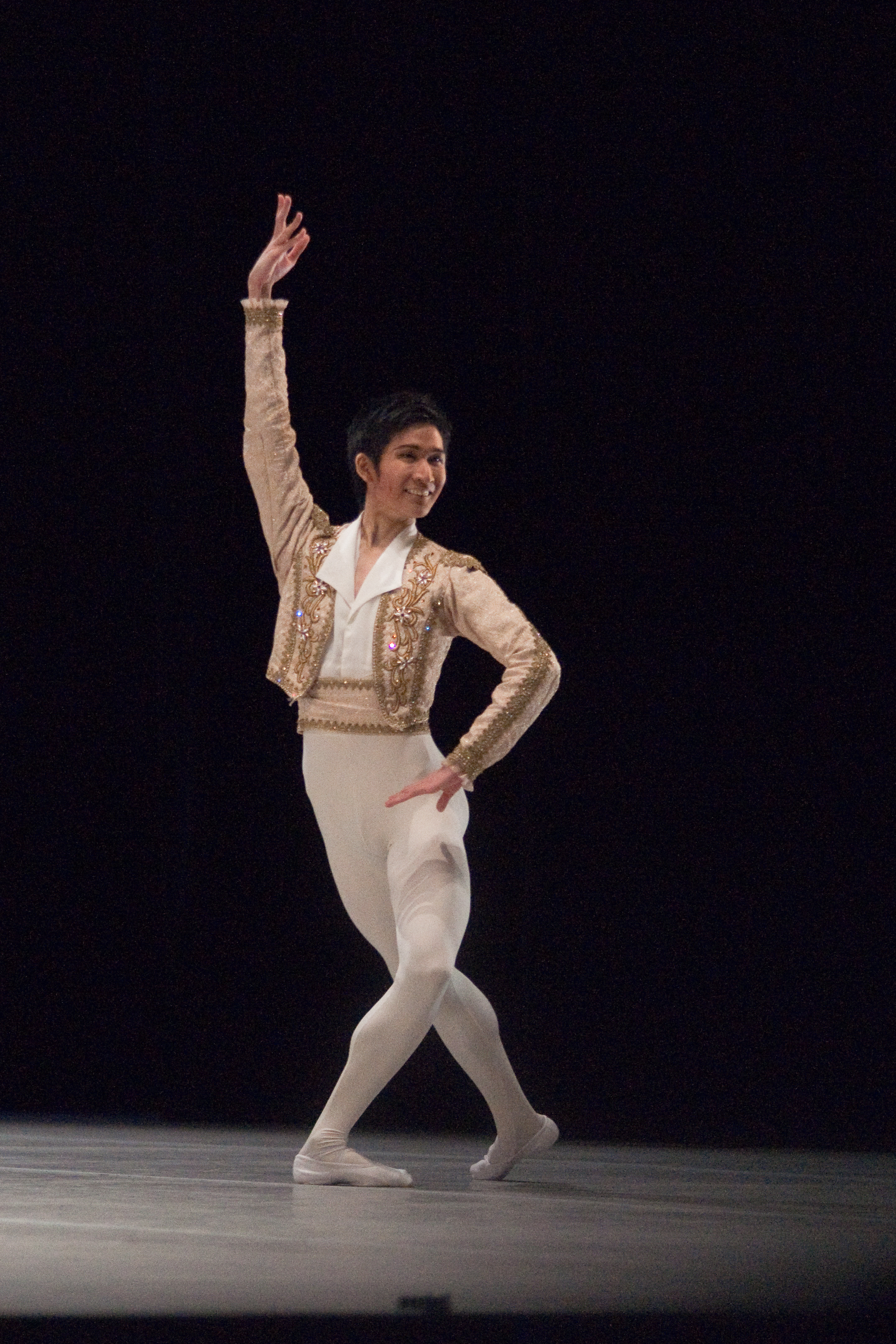
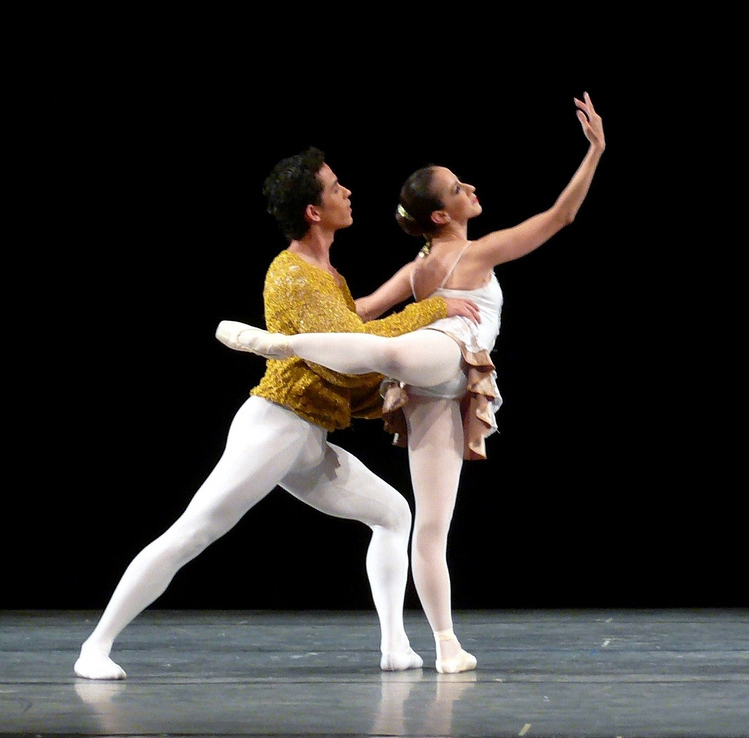
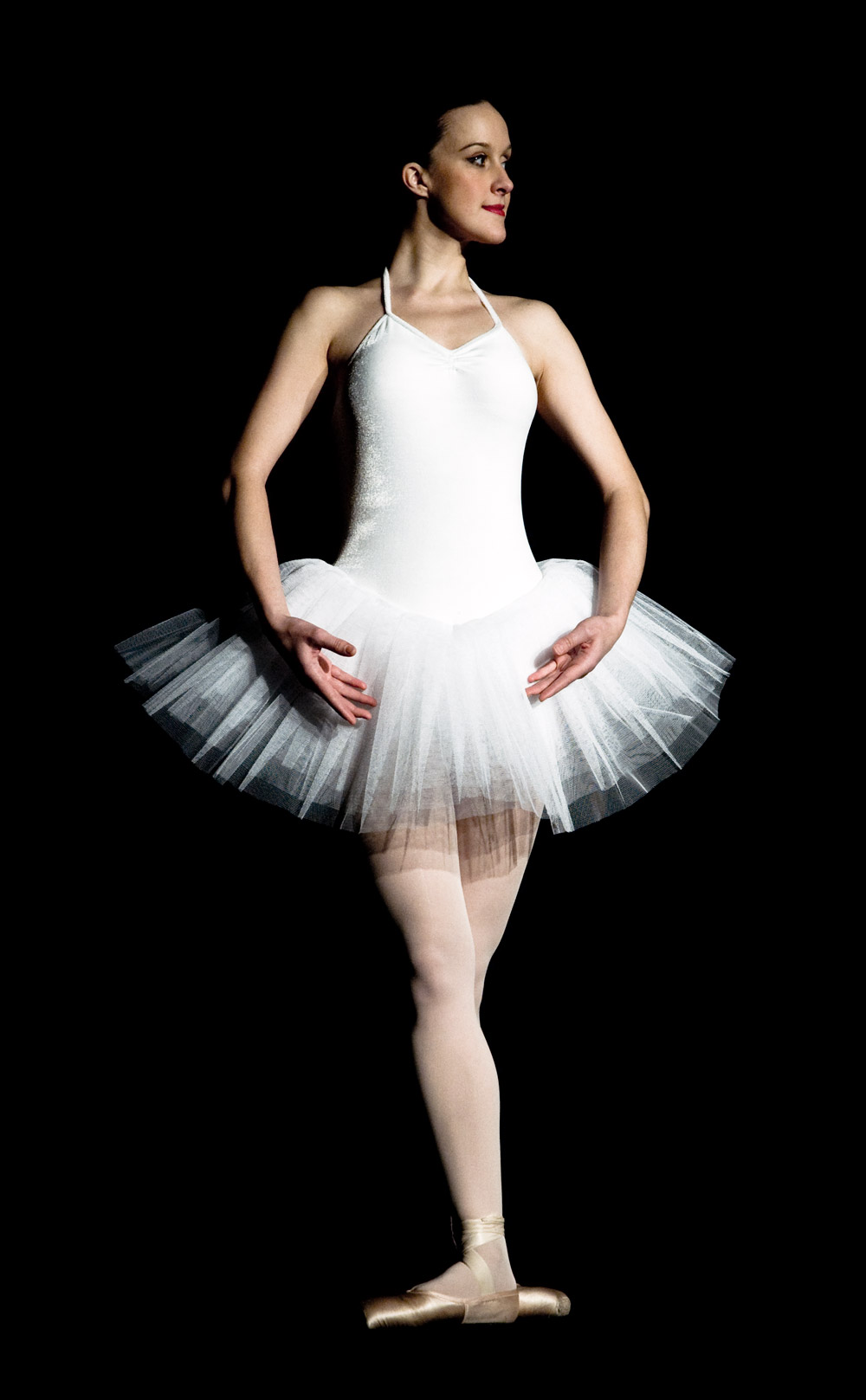

- Wikimedia Commons alberga una categoría multimedia sobre Posturas de ballet.

## Postura en el parto
La postura en el parto (la que adopta la madre durante el parto) es objeto de debate por los partidarios de diferentes formas de asistir a este proceso.

## Postura fetal

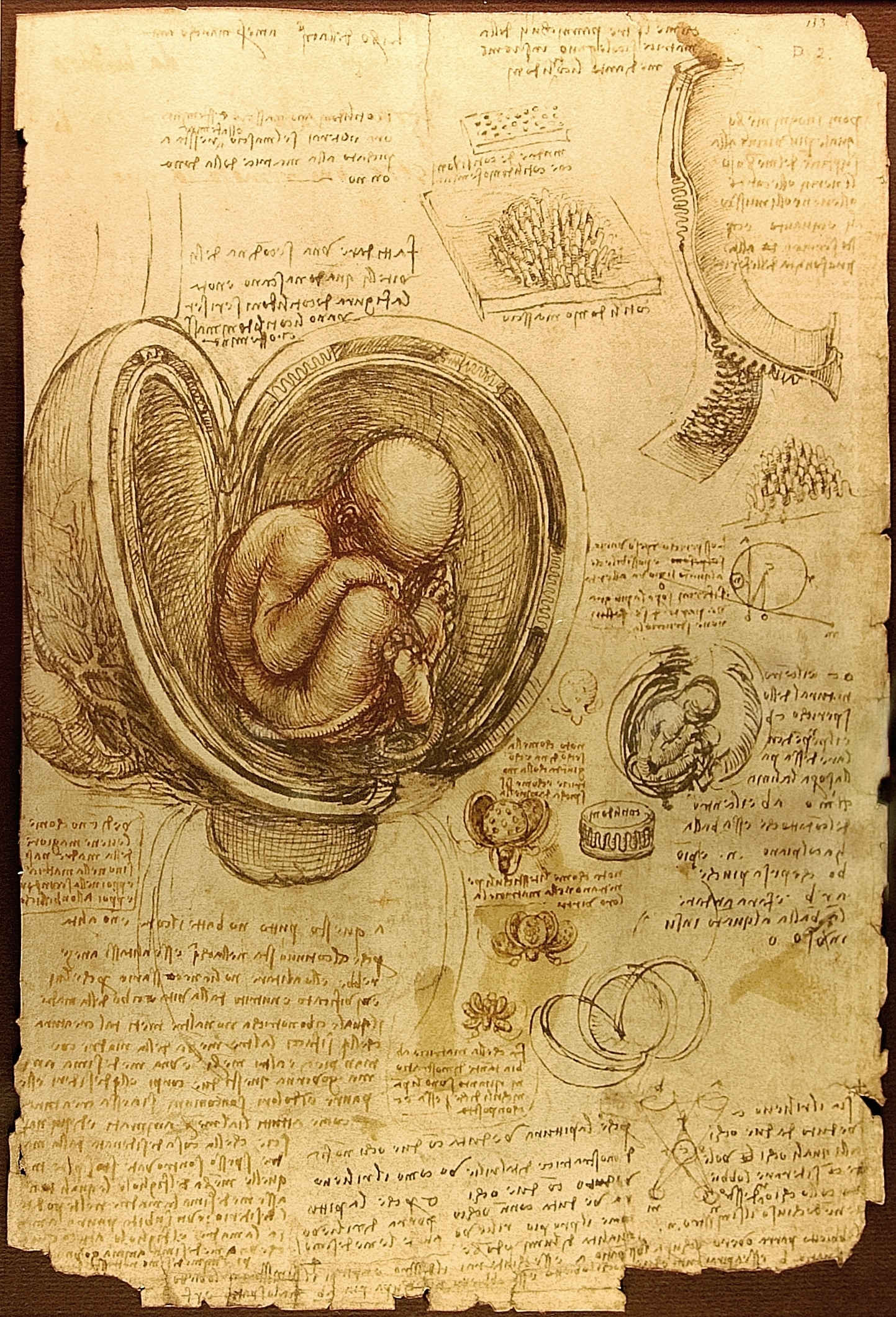
Estudio de feto, de Leonardo da Vinci.
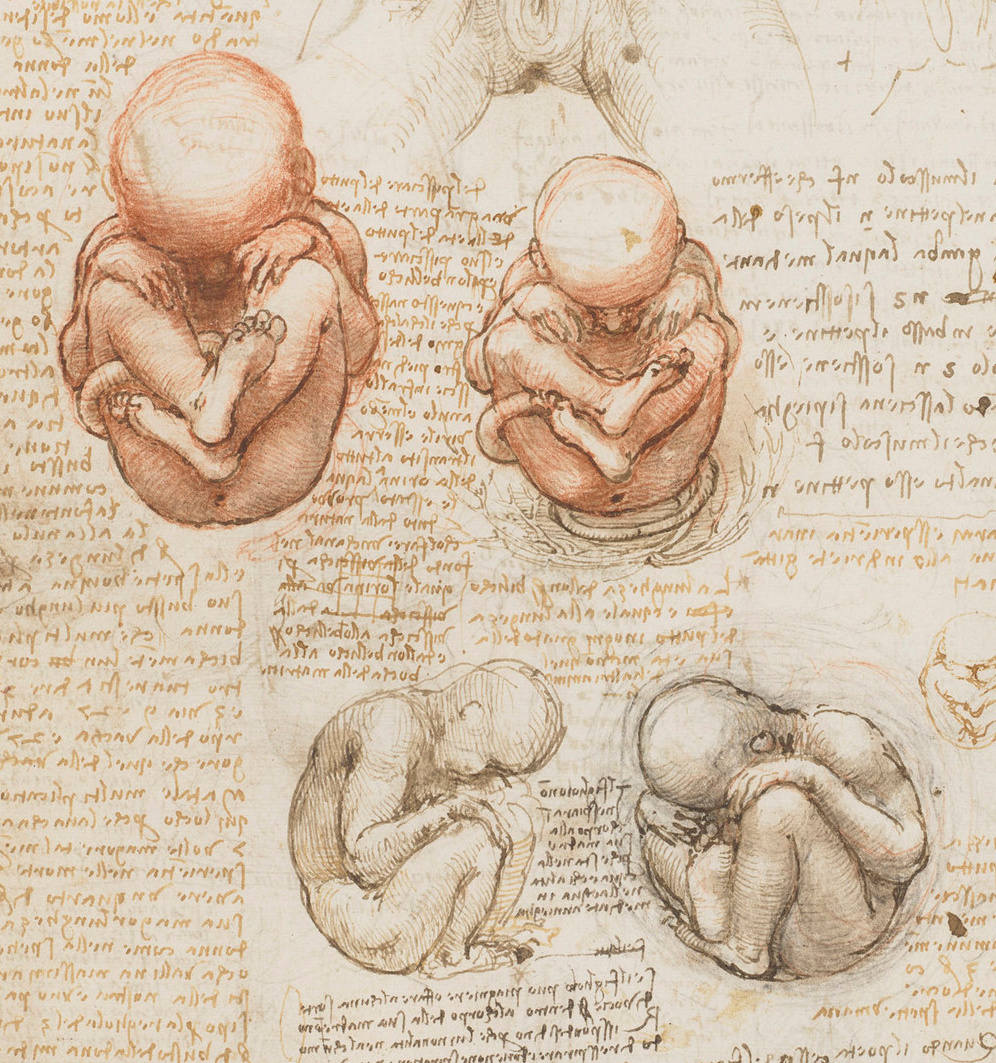
Ídem.
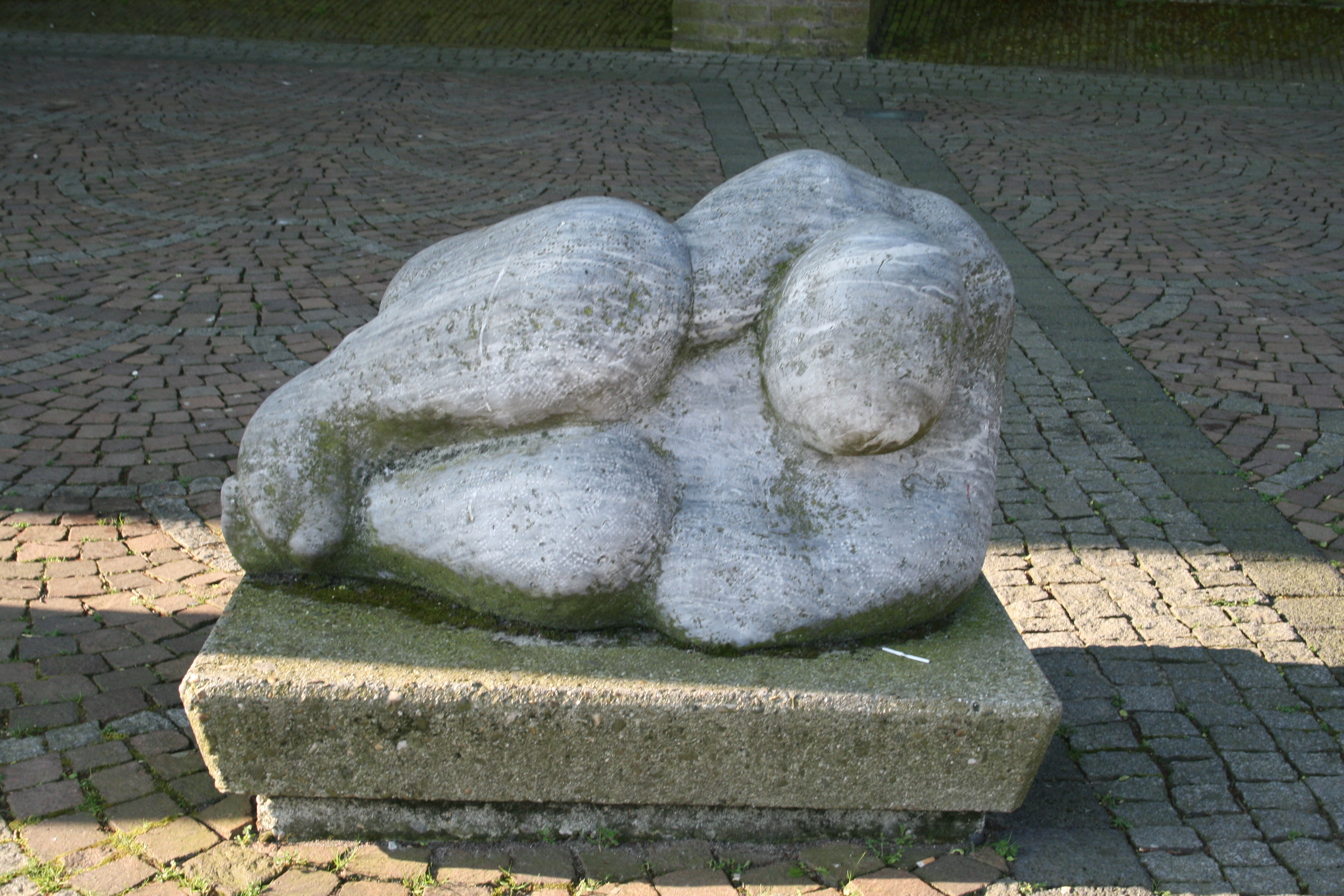
Mujer en posición fetal, de Jan Dokter (escultura contemporánea).

La postura fetal no se restringe al feto y a los niños pequeños; se adopta espontáneamente en ciertas circunstancias (como el miedo) y se recomienda para evitar la pérdida de calor que puede llevar a la muerte por hipotermia mientras se está expuesto al agua fría (heat escape lessening position -HELP-)

## Postura durante el sueño
La postura durante el sueño se relaciona con la personalidad y la relación de pareja.

## Postura en la defecación y la micción
La postura en la defecación y en la micción varía según distintas condiciones personales y costumbres, así como por el equipamiento disponible en los lugares destinados a esos fines.

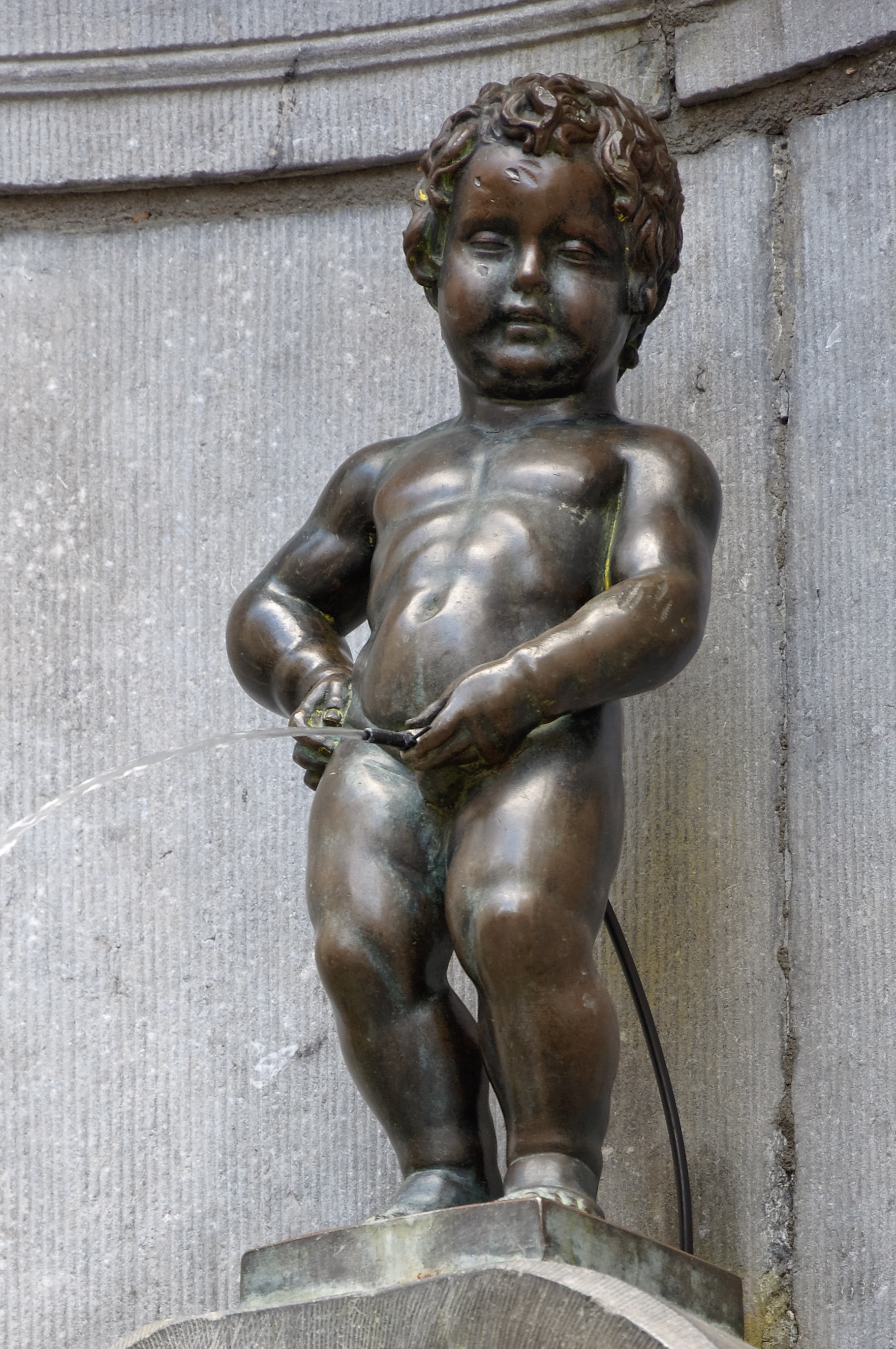
Manneken Pis de Bruselas.
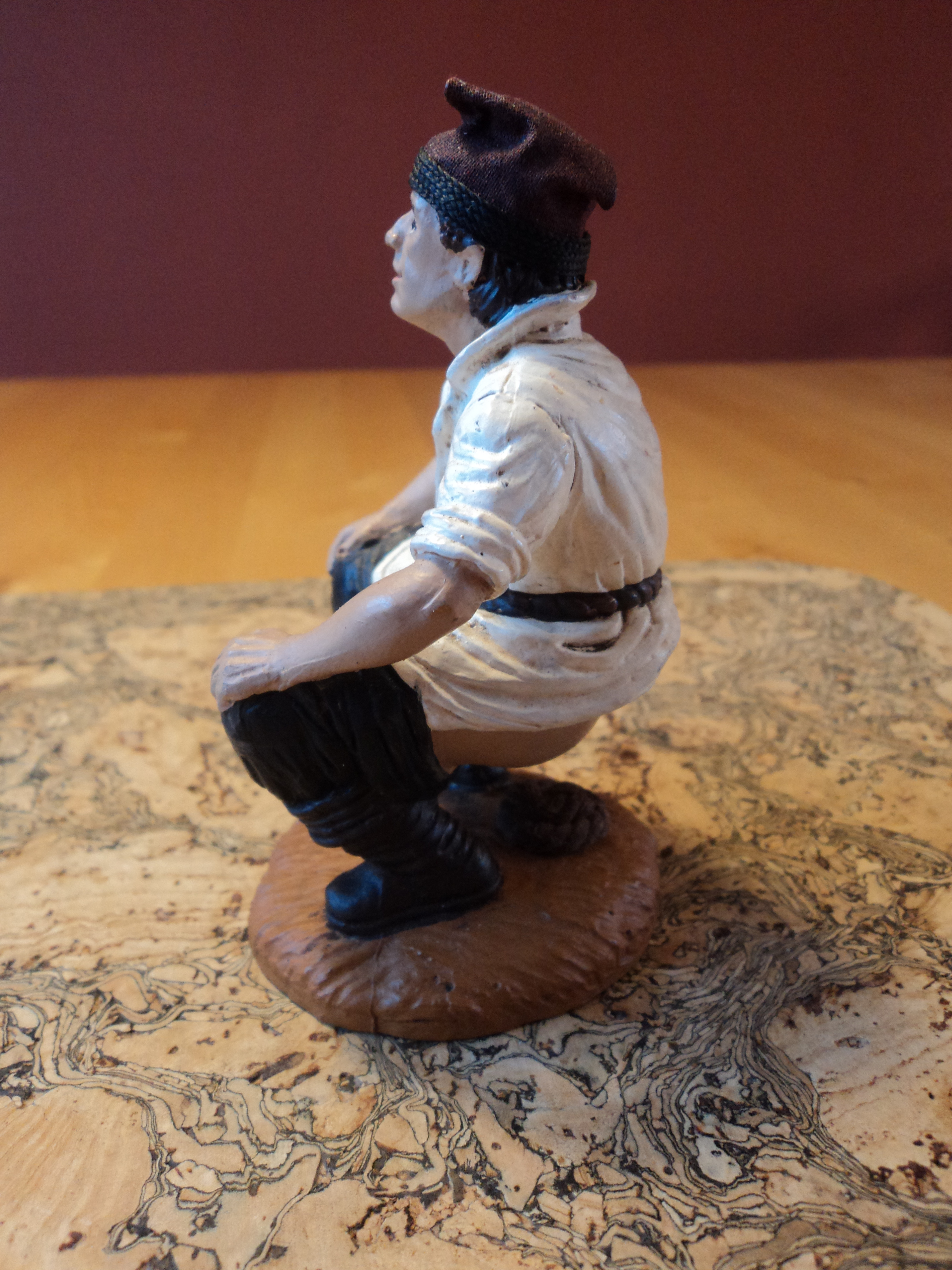
Caganer, figura tradicional de los belenes navideños.
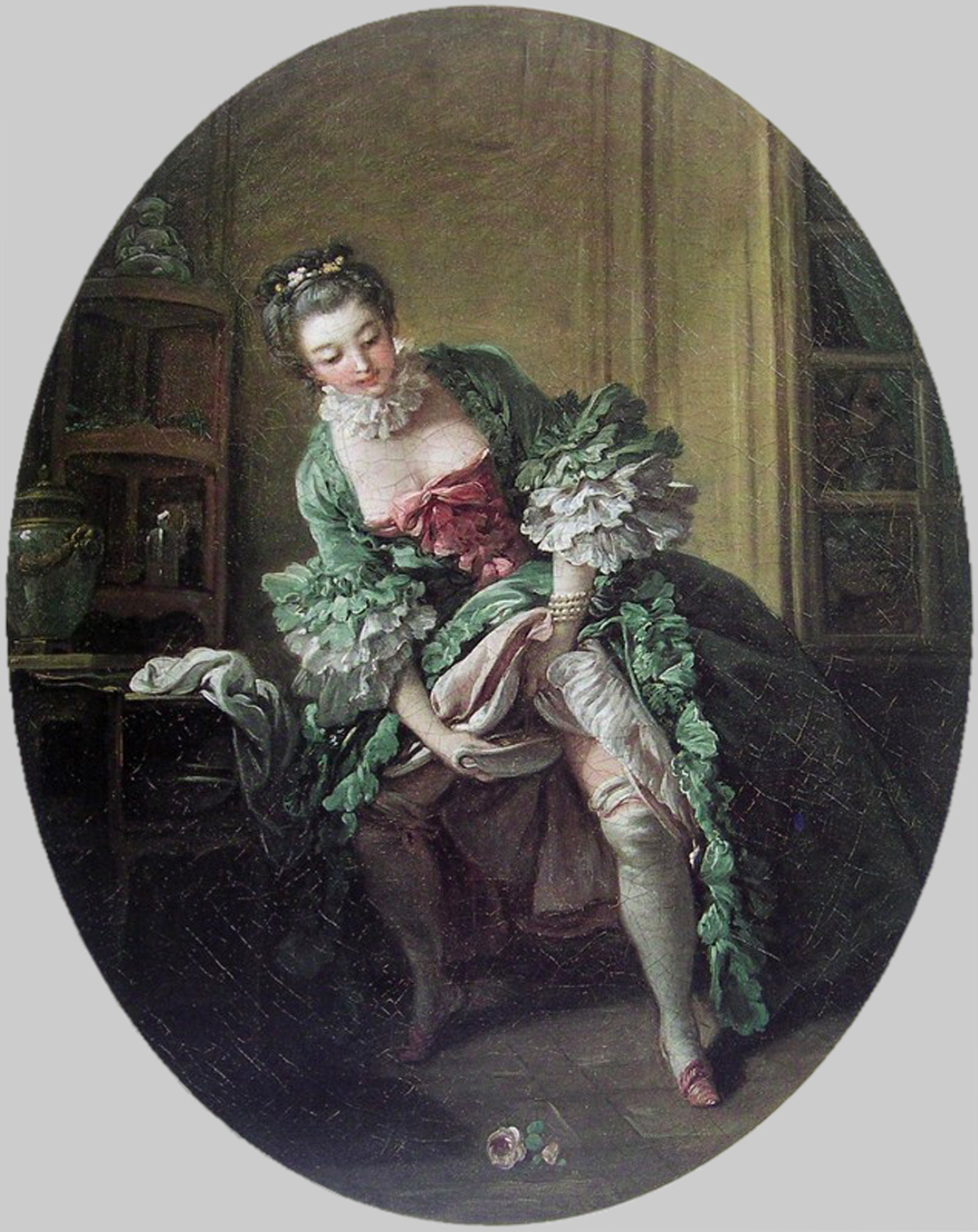
La Toilette intime (Une Femme qui pisse), de Boucher.

## Postura en la comida
La postura en la comida varía en distintas culturas.

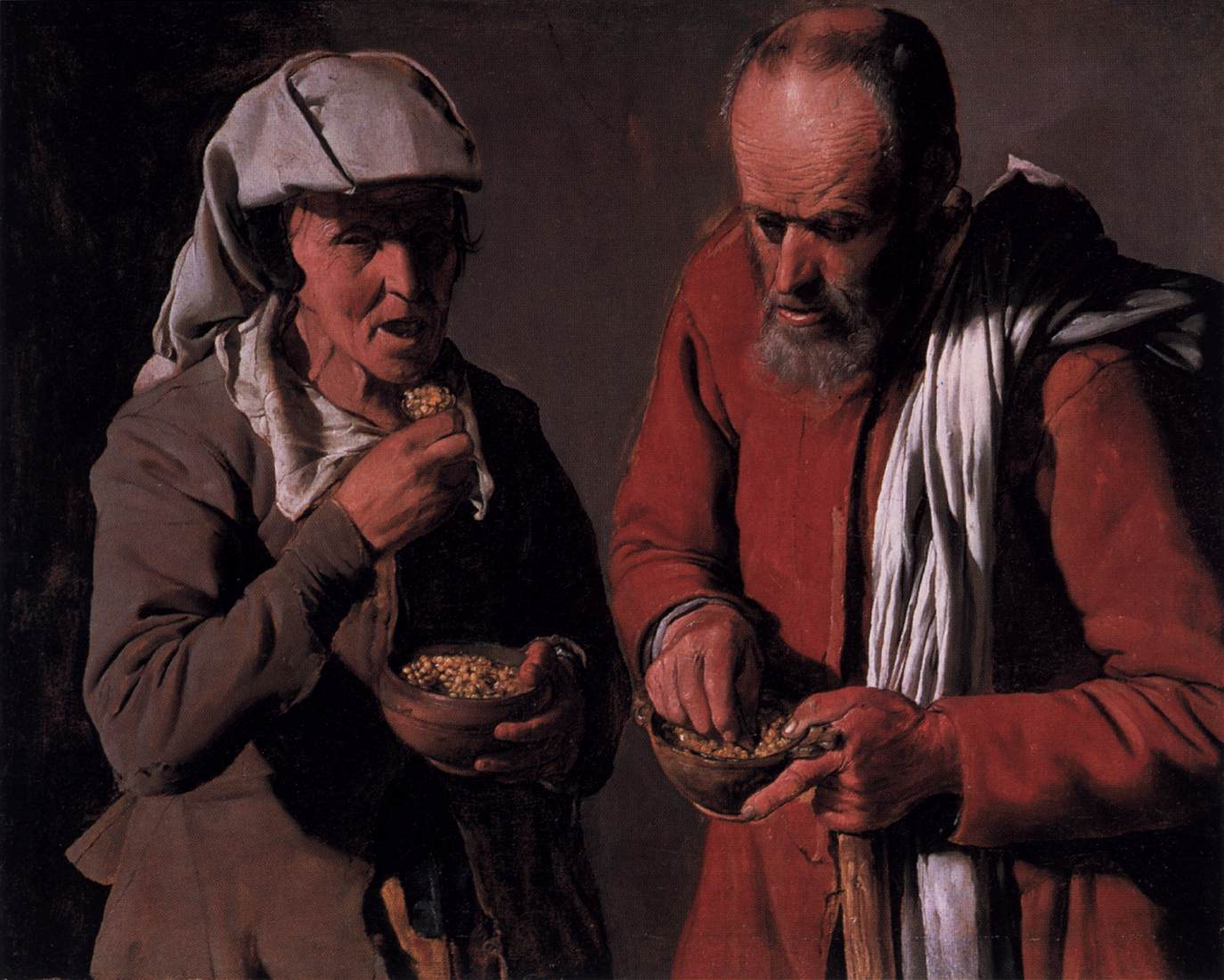
Pareja de campesinos comiendo, de Georges de la Tour.
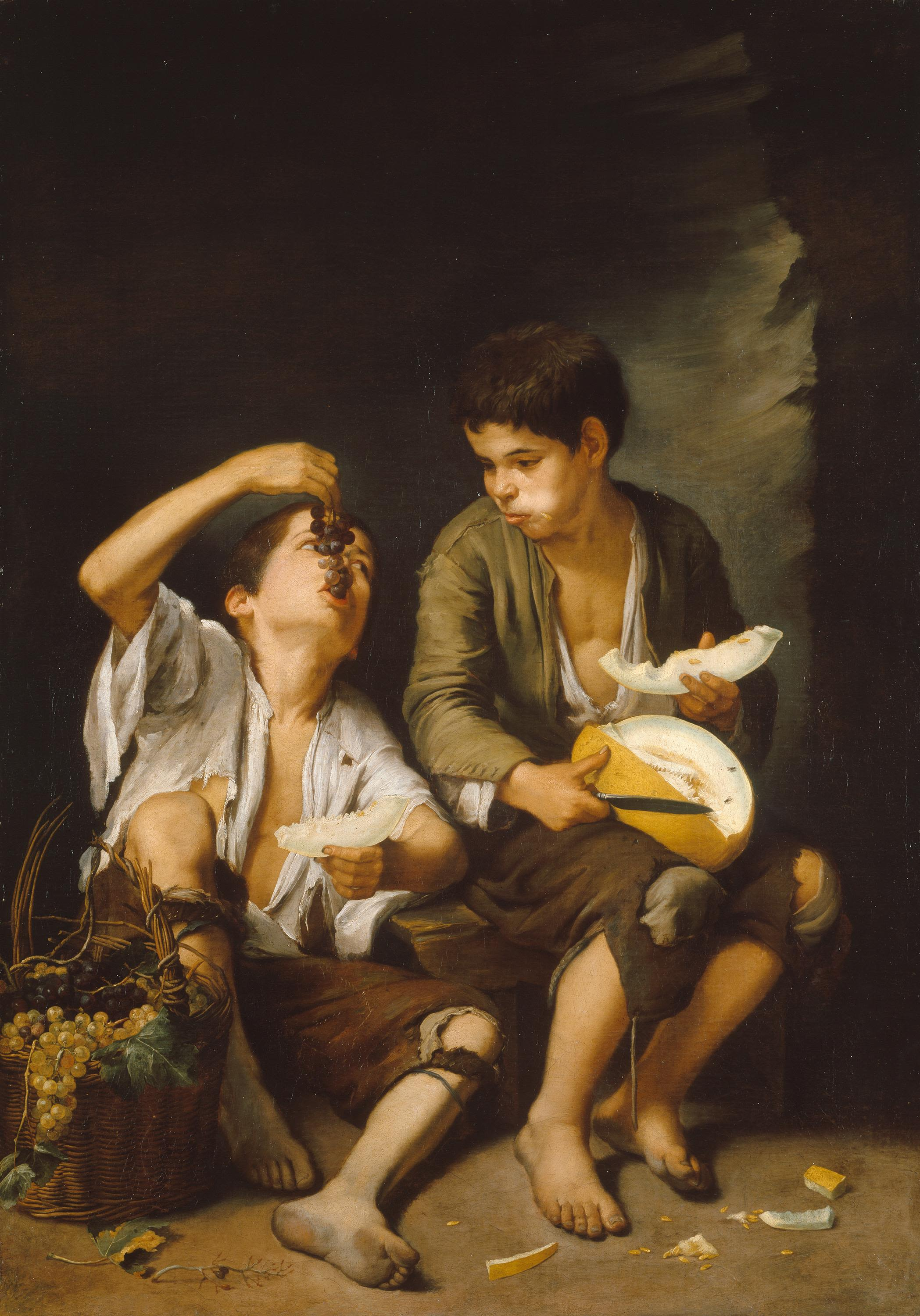
Niños comiendo uvas y melón, de Murillo.
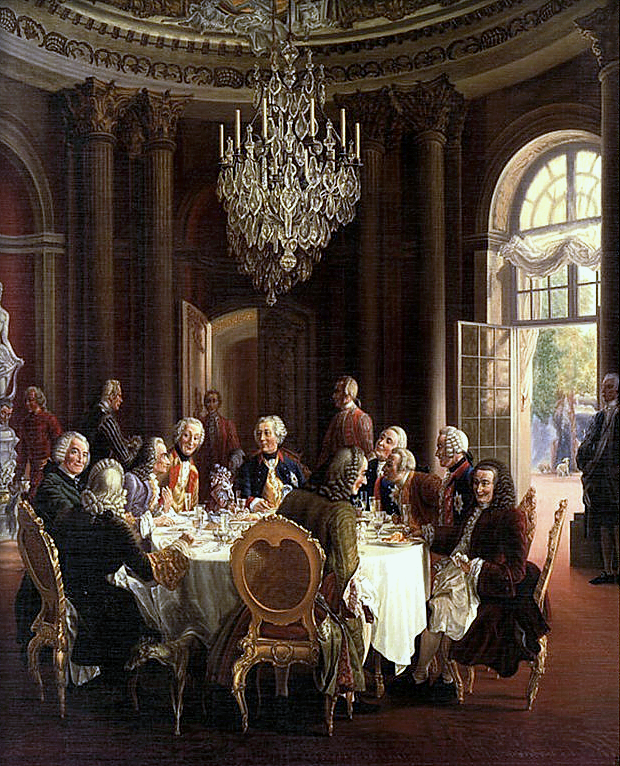
Tafelrunde (grupo de ilustrados comiendo con el rey de Prusia), pintura de historia de Adolhp von Menzel
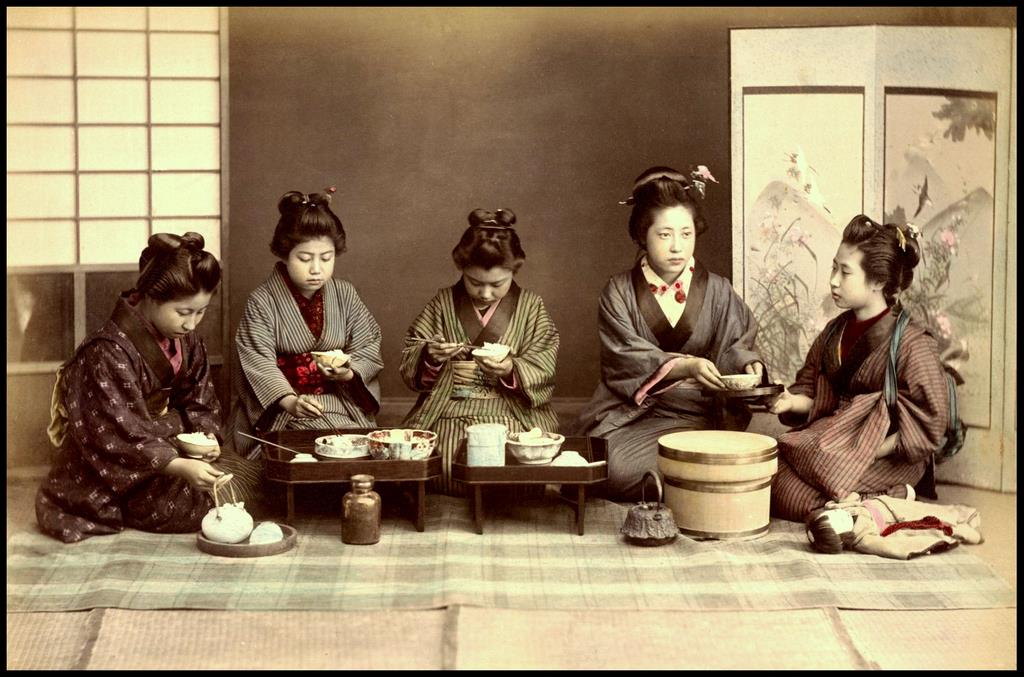
Comida en Japón, fotografía de Kusakabe Kimbei.

## Postura en el trabajo
Cada trabajo determina la repetición o mantenimiento de ciertas pueden ser posturas que pueden llegar a ser peligrosas para la seguridad y salud laboral. Su detección es el objeto del método OWAS (Ovako Working Posture Analysis System) aplicado por el Finnish Institute of Occupational Healt y el Finnish Steel Industrie desde los años 1970 en la industria metalúrgica finlandesa.

## Posturas forzadas

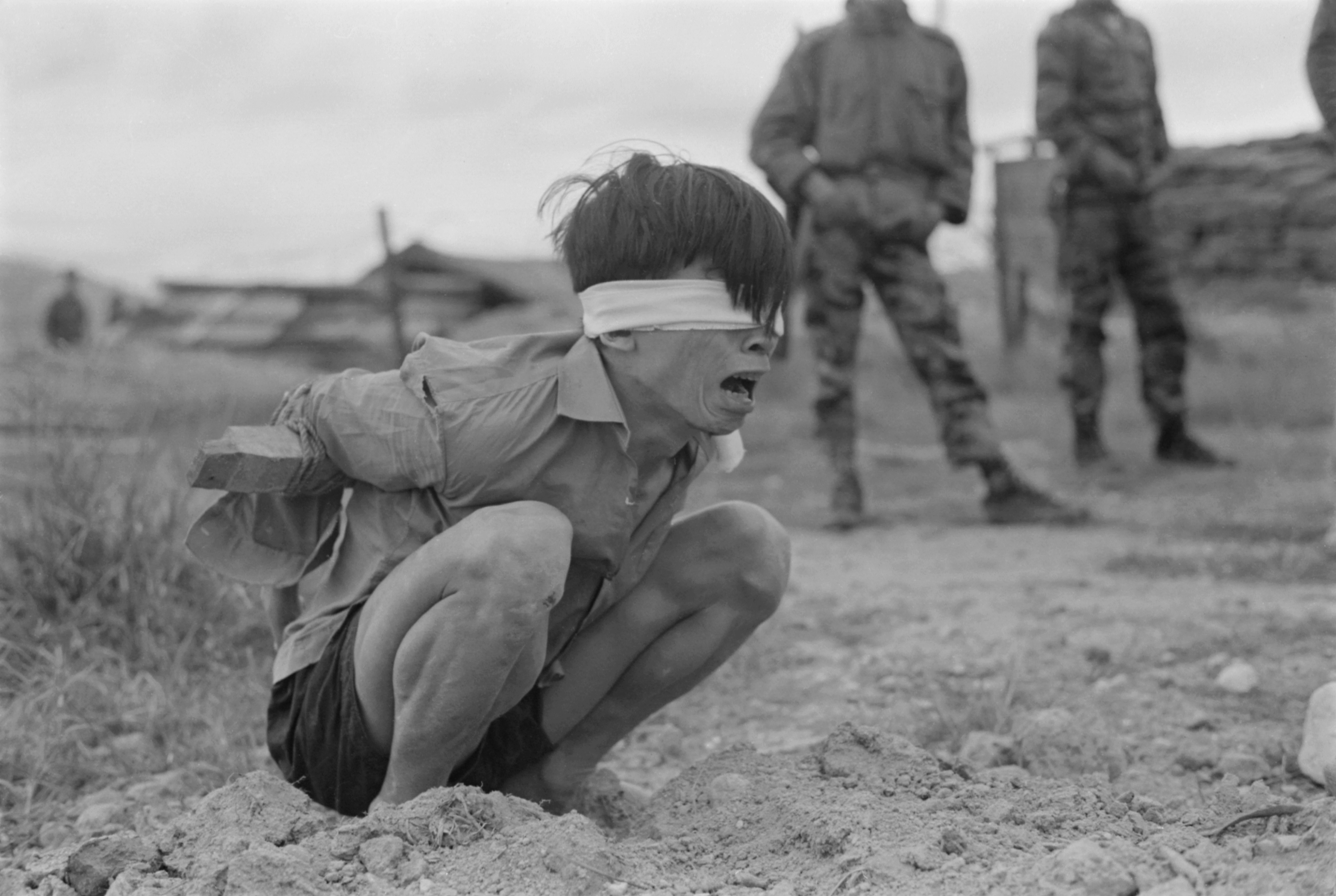
Prisionero del Viet Cong capturado por el ejército estadounidense en 1967 antes de ser interrogado.

Las posturas forzadas o posturas de sumisión, en las que la mayor parte del peso recae sobre pocos músculos, se emplean para el castigo infantil o la sujeción de prisioneros, pudiendo constituir una forma de tortura o de placer morboso (bondage).

## Posturas de disparo
En el disparo de armas de fuego se codifican distintas posturas, habitualmente las llamadas tres posturas o tres posiciones (de pie -ortostasis-, de rodillas y tumbado boca abajo -pronación-).

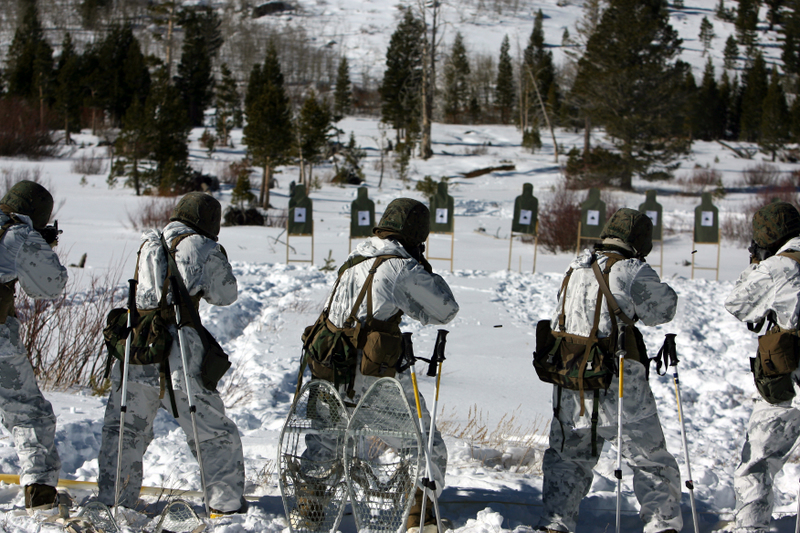
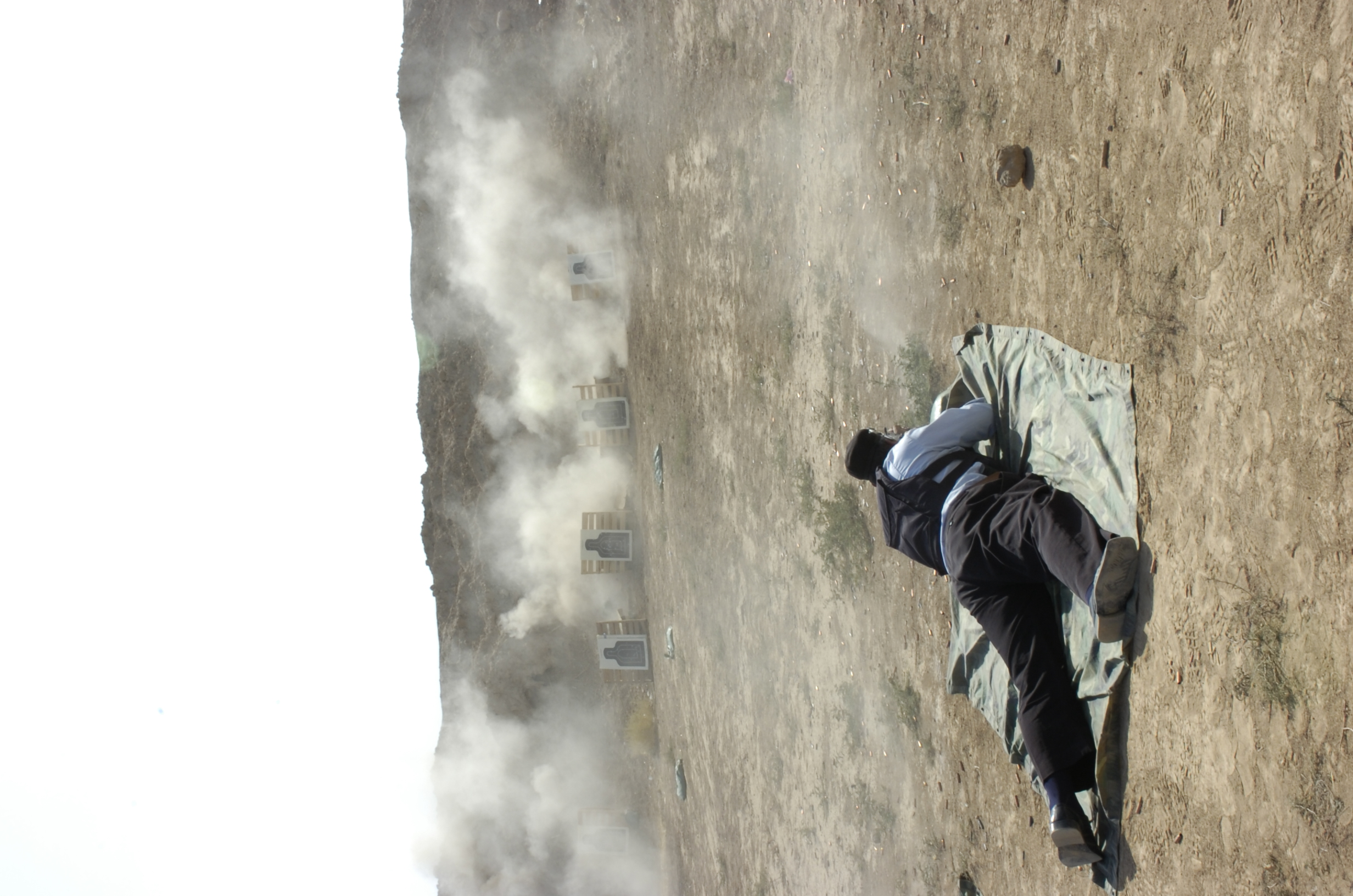
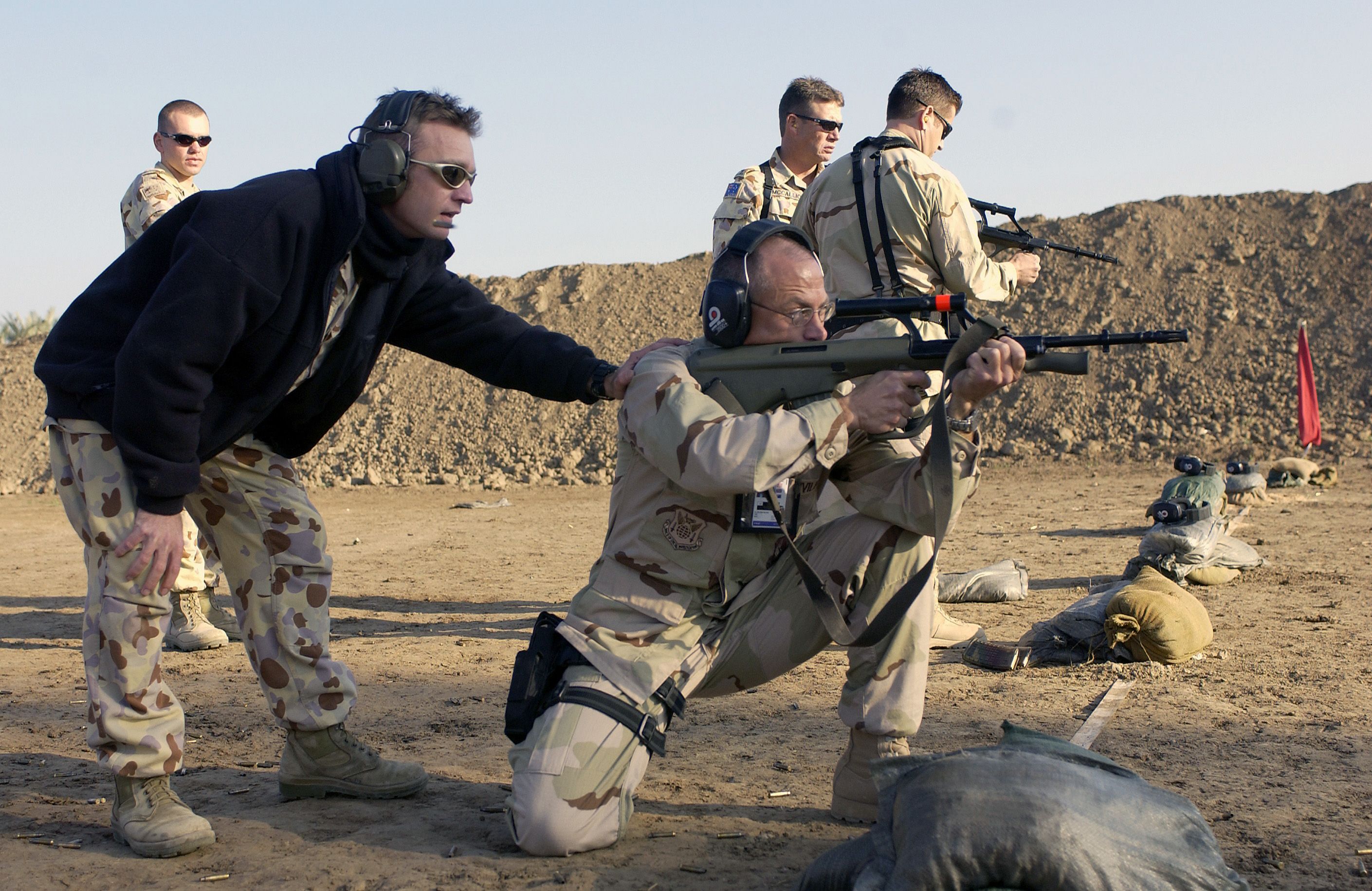

## Posturas en el yoga
En el ámbito del yoga, se denomina āsana (en sánscrito आसन, pronunciado originalmente /ásana/ pero actualmente también /asána/) a cada una de las distintas ‘posturas corporales’ que tienen como objetivo actuar sobre el cuerpo y la mente.
Las claves de su práctica son la lentitud de movimientos (a la hora de hacer y deshacer el āsana), la fase estática (o de mantenimiento de la misma), la respiración lenta, consciente y dirigida, y la atención mental en estado de alerta, y receptivo a lo que está sucediendo.